# Manoir du Grand-Feugueray
Le manoir du Grand-Feugueray est une demeure datant du XVIIe siècle, qui se dresse sur le territoire de la commune française de Saint-Germain-la-Campagne dans le département de l'Eure, en région Normandie.
Le château est partiellement inscrit aux monuments historiques.

## Localisation
Le manoir du Grand-Feugueray est situé à 2,3 km au nord de l'église Saint-Germain sur la commune de Saint-Germain-la-Campagne, dans le département français de l'Eure.

## Historique
Le manoir est construit vers 1630 par Charles Belleau.

## Description
La gentilhommière avec sa façade de briques roses décorées de croisillons sombres et de chaînes de pierre blanche est de style Louis XIII.

## Protection aux monuments historiques
Les façades et toitures sont inscrites au titre des monuments historiques par arrêté du 21 novembre 1973.